# Moisson
Moisson – miejscowość i gmina we Francji, w regionie Île-de-France, w departamencie Yvelines. Przez miejscowość przepływa Sekwana. 
Według danych na rok 1990 gminę zamieszkiwały 662 osoby, a gęstość zaludnienia wynosiła 68 osób/km² (wśród 1287 gmin regionu Île-de-France Moisson plasuje się na 735. miejscu pod względem liczby ludności, natomiast pod względem powierzchni na miejscu 394.).